# Ronald Mencía
Ronald Mencía Zayas (* 26. August 2002) ist ein kubanischer Leichtathlet, der sich auf den Hammerwurf spezialisiert hat.

## Sportliche Laufbahn
Erste internationale Erfahrungen sammelte Ronald Mencía im Jahr 2019, als er bei den U20-Panamerikameisterschaften in San José mit einer Weite von 71,34 m die Silbermedaille im Hammerwurf gewann. 2021 belegte er bei den U20-Weltmeisterschaften in Nairobi mit 71,60 m den siebten Platz und anschließend gewann er bei den erstmals ausgetragenen Panamerikanischen Juniorenspielen in Cali mit 67,23 m die Silbermedaille hinter dem Brasilianer Alencar Pereira. 2023 belegte er bei den Zentralamerika- und Karibikspielen (CAC) in San Salvador mit 71,32 m den vierten Platz und schied anschließend bei den Weltmeisterschaften in Budapest mit 71,72 m in der Qualifikationsrunde aus. Im November belegte er bei den Panamerikanischen Spielen in Santiago de Chile mit 71,52 m den achten Platz. Im Jahr darauf gewann er bei den Ibero-Amerikanischen Meisterschaften in Cuiabá mit 73,20 m die Bronzemedaille hinter dem Chilenen Humberto Mansilla und Jerome Vega aus Puerto Rico.
2023 wurde Mencía kubanischer Meister im Hammerwurf.